# Heliophanus wesolowskae
Heliophanus wesolowskae là một loài nhện trong họ Salticidae.
Loài này thuộc chi Heliophanus. Heliophanus wesolowskae được Rakov & Dmitri Viktorovich Logunov miêu tả năm 1997.